# Dmitry Jakovenko
Dmitry Yakovenko é um jogador de xadrez da Rússia com participações nas Olimpíadas de xadrez. Yakovenko participou das edições de Dresden 2008, Khanty-Mansiysk 2010, Istambul 2012 e Tromsø 2014,  ajudando a equipe russa a conquistar uma medalha de prata em 2012. Seu melhor resultado individual foi a medalha de ouro em 2008 e 2012 jogando no primeiro tabuleiro reserva.
Em 2016, era o primeiro na linha de substituição para a disputa do Torneio de Candidatos, que revelaria o desafiante de Magnus Carlsen no Campeonato Mundial de Xadrez de 2016, por ter sido o terceiro colocado no Grand Prix da FIDE (2014-15).

## Conquistas
Ele aprendeu xadrez com seu pai aos 3 anos de idade e foi treinado por Alexander Nikitin, o mesmo grande mestre que havia treinado Gary Kasparov. Em 2001, venceu o campeonato mundial abaixo de 18 anos e o Open de Saint-Vicent. Em 2004 decidiu se tornar um jogador profissional.
Jakovenko venceu o Campeonato Individual Europeu de Xadrez, em Plovdiv, com o escore de 8½/11 pontos. Venceu a torneio russo de xadrez "Knockout" em 2013 e 2014, superando na final Vladimir Fedoseev e Maxim Matlakov respectivamente.
Jakovenko empatou em primeiro lugar com Hikaru Nakamura e Fabiano Caruana na última rodada, em (Khanty Mansyisk), do Grand Prix da FIDE (2014–15). Ele ficou em terceiro lugar no placar geral com 310 pontos.